# Cidre du Québec

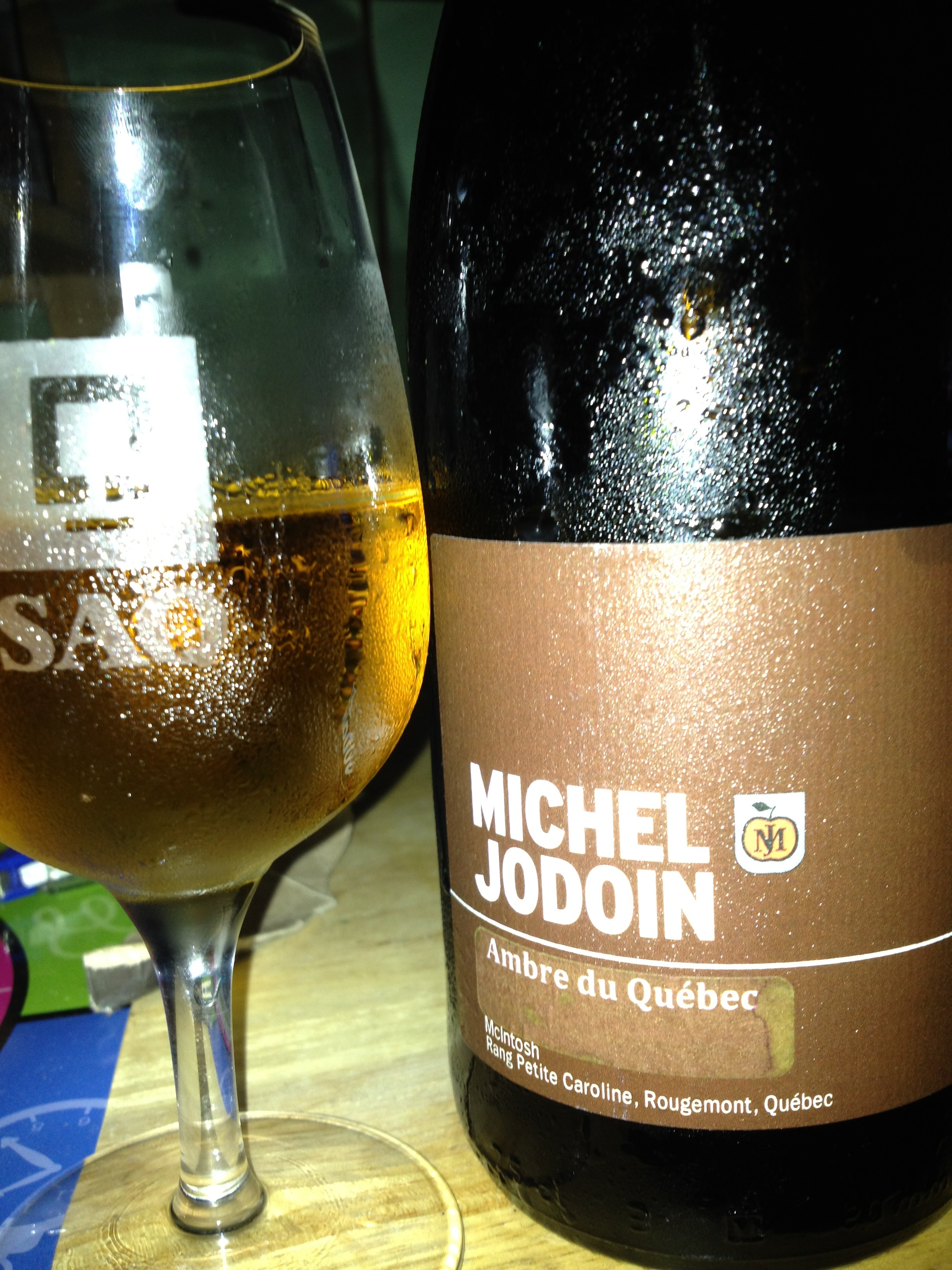
Bouteille et verre de cidre du Québec.

Initialement issu de Adeline (France), le cidre québécois est produit de façon artisanale dans les régions pomicoles de la Montérégie, des Cantons-de-l'Est, de Chaudière-Appalaches, des Laurentides, de Lanaudière, de Charlevoix et de Québec.Le renouveau du cidre est un phénomène relativement récent, la Régie des alcools, des courses et des jeux du Québec ne délivrant les premiers permis de fabrication artisanale du cidre qu'en 1988. En 2008, quelque quarante cidriculteurs artisans confectionnaient plus d'une centaine de produits alcoolisés à base de pommes.

## Histoire

### En Nouvelle-France
C'est à Louis Hébert, apothicaire-épicier de Paris, devenu le premier colon de l'histoire du Québec, que revient l'honneur d'avoir planté, vers 1617, ce qui est probablement le premier pommier de la colonie laurentienne fondée en 1608. Bon nombre des premiers colons français sont des Normands qui y apportent le savoir-faire cidricole. D'importants vergers se développeront dans la région de Québec, entre autres sur l'Île d'Orléans.
Les sulpiciens, qui s'installent sur l'île de Montréal dès 1657, possèdent, à partir de 1666, un petit verger dans le jardin clos du séminaire de la rue Notre-Dame. Un verger plus important est aménagé sur les flancs du mont Royal, au milieu des années 1670. Sur ce site, la mission de la Montagne où Marguerite Bourgeois tient son école, ils font ériger un fort, en 1685, où ils utilisent deux pressoirs à cidre. En 1705, la production de la cidrerie artisanale s'élève à une trentaine de barils dont une partie est revendue à l'extérieur de la communauté religieuse.
En 1731, les vergers couvrent 90 arpents de l'île de Montréal, sur les flancs de la montagne et autour de la ville. De 1731 à 1781, la superficie occupée par les vergers passe de 90 à 402 arpents. Les variétés de pommes cultivées à cette époque sont la Caville blanche, la Caville rouge, la Fameuse, la Reinette, la Pomme blanche, la Bourassa (pomme), la Pomme grise de Montréal et la Sauvageon. Ses variétés ont été surclassées par d'autres depuis.

### Après la Conquête
La Conquête britannique de 1760, confirmée par la cession de 1763, entraîne toutes sortes de changements dans les habitudes des Québécois. La politique commerciale britannique, qui limite le commerce à l'intérieur de l'Empire, favorise l'importation des alcools de l'Angleterre (whisky, gin) et des Antilles (rhum), et décourage toutes les productions artisanales des habitants. Seule la bière, produite par de grands industriels britanniques ou d'origine britannique, connaîtra un véritable essor.
Le 15 août 1807, on peut lire dans Le Canadien de Québec, un article dans lequel son auteur déplore que plus d'efforts ne soient pas faits pour encourager la culture de la pomme sur l'Île d'Orléans et l'exportation du cidre, qu'il juge « supérieur sinon égal à celui d'Europe et des États-Unis ». Il suggère également que cette production pourrait servir à diminuer l'excès dans la consommation du rhum « source de ruines funestes dans beaucoup de familles. »
La production artisanale du cidre se poursuit jusqu'à la période de la prohibition de l'alcool au milieu des années 1910. Le 10 avril 1919, les Québécois votent très majoritairement oui (78,62 %), lors d'un référendum leur demandant si les « bières, cidres et vins légers » devraient être exclus de la liste des alcools prohibés. Cependant, en 1920, un oubli législatif rend la vente du cidre illégal sur le territoire du Québec. En effet, la Loi sur les boissons alcooliques qui met fin à la prohibition et crée le monopole de la Commission des liqueurs du Québec ne statue pas sur le cidre, qui se retrouve conséquemment dans un néant juridique. Ce n'est finalement qu'en 1970, un demi-siècle plus tard, que la situation est corrigée. Durant toute cette période, le cidre continue d'être produit par plusieurs pomiculteurs, mais il ne leur est pas permis d'en faire la vente en toute légalité.

### Renaissance du cidre

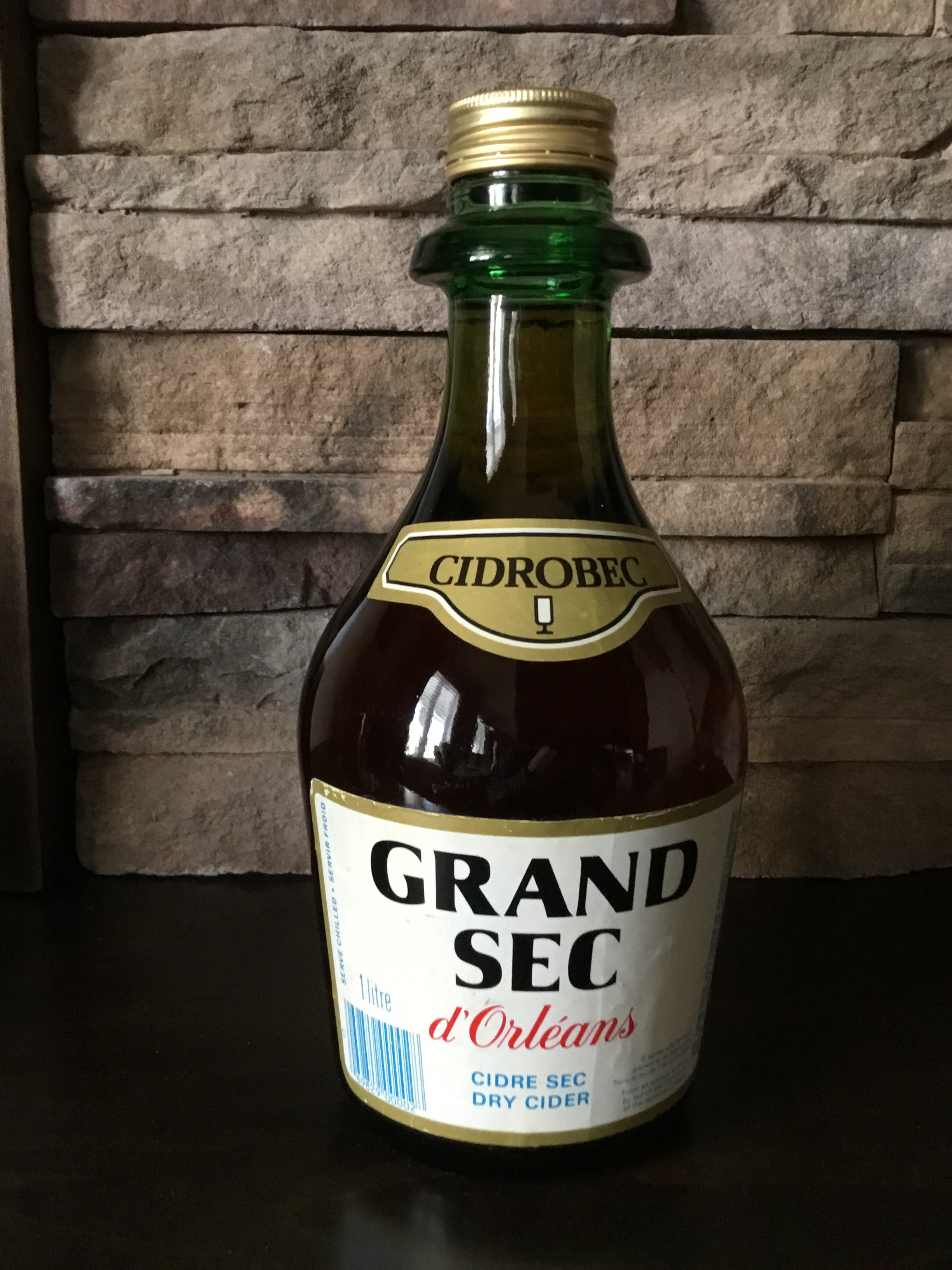

Lorsque le cidre redevient légal, les Québécois se font servir un cidre produit de façon industrielle qui déplaira beaucoup et lui donnera une mauvaise réputation. Les fabricants ne suffisent pas à la demande et inondent le marché de produits sans maturité. [réf. nécessaire]. Les ventes périclitent au bout de quelques années et le cidre, à peine sorti de sa période sombre, y est replongé de nouveau. D'environ un million de gallons (4,54 millions de litres) par an en 1971, la production tombe à 300 000 gallons (1,364 million de litres) par an en 1982. Ce n'est que vers la fin des années 1980, lorsque les premiers permis de production artisanale sont émis par la Régie des alcools, des courses et des jeux du Québec, que le cidre renaît véritablement, en même temps que la bière et le vin.
Les cidres de confection artisanale se multiplient, parfois en évitant d'employer le mot « cidre » sur la bouteille pour ne pas rebuter le consommateur. Le premier cidre de glace québécois est élaboré par Christian Barthomeuf à Dunham dans la région des Cantons-de-l'Est au cours de l'hiver 1989-1990. Les premières bouteilles portent le millésime « 1990 ». Dix ans plus tard, des cidriculteurs obtiennent l'autorisation de nommer leurs produits « cidre de glace ». Un règlement sur le cidre est finalement adopté par l'Assemblée nationale du Québec en novembre 2008,.

## Les types
Les cidreries québécoises confectionnent plusieurs types de cidres qu'il est possible de catégoriser suivant la méthode d'élaboration, le pourcentage d'alcool, l'effervescence, ou la teneur en sucre résiduel.
Le cidre est dit « léger » lorsqu'il contient 7 % d'alcool ou moins, « fort » lorsqu'il en contient de 7 à 13 %, et « apéritif » de 13 % à 20 %. Le cidre « aromatisé », parfumé aux arômes de petits fruits, de miel ou d’érable, contient généralement moins de 10 % d'alcool.
Comme en matière de vin, le cidre peut être « tranquille » (sans bulle) ou « effervescent » (avec bulles). Le cidre effervescent est élaboré par « injection de dioxyde de carbone », en « cuve close » ou de façon traditionnelle, selon la méthode dite « champenoise ». Le résultat est un cidre dit « pétillant » lorsqu'il est imprégné naturellement de dioxyde de carbone, sous faible pression (moins de 2 atm), « pétillant gazéifié » lorsqu'il est imprégné artificiellement de dioxyde de carbone, sous faible pression également. Il est « mousseux » s'il est imprégné naturellement de dioxyde de carbone sous une pression de plus de 3 à 5 atm et « mousseux gazéifié », si imprégné artificiellement de dioxyde de carbone sous une pression de plus de 3 à 5 atm. 
La mistelle de pomme est un cidre obtenu à partir d'un moût gardé frais, c'est-à-dire non-fermenté, auquel on ajoute de l'alcool.
Le cidre de glace, une innovation québécoise, que favorise le climat du pays, est élaboré en pressurant des pommes gelées naturellement par le froid de l'hiver. À l'instar de la vendange tardive du raisin, la cueillette hivernale de la pomme permet d'obtenir un moût très concentré en sucre, en retirant l'eau de la pomme transformée en glace par le froid. Cette étape s'appelle la « cryoconcentration » du sucre. Le résultat final, après la fermentation du moût, est un liquide liquoreux et moelleux, qui contient de 9 à 15 % d'alcool.
Le cidre de feu, également une innovation du Québec, est élaboré en faisant fermenter un jus de pommes réduit par évaporation. L'évaporation doit se faire uniquement par la chaleur. C'est une boisson liquoreuse qui contient de 9 à 15 % d'alcool. Plusieurs cidres de feu sont fortifiés pour atteindre 16 ou 17 % d'alcool.

## Les pommes
La pomiculture est bien développée au Québec, lequel produit en quantité plusieurs variétés de pommes, dont les McIntosh, Paula Red, Spartan, Cortland, Empire, Vista Bella et Jerseymac sont parmi les plus communes.

## Mise en marché

### Les permis de production au Québec
Il existe 2 types de permis soit le permis de production artisanale et le permis de production industrielle. Ce qui distingue les deux types de permis sont les lieux de vente autorisés. Ceux qui détiennent un permis industriel ont la possibilité de vendre leurs produits aux épiceries tandis ceux qui détiennent un permis de production artisanale n’y ont pas accès, ils peuvent seulement vendre leurs produits sur le lieu de production.

### La mise en marché du cidre au Québec
Il existe une association des cidriculteurs artisans de Québec (CAQ) qui a été créée en 1992 et qui regroupe 56 membres détenant un permis de production artisanale. Par contre, cette association ne regroupe pas tous les titulaires d’un tel permis puisqu’il s’agit d’une association volontaire. L’intérêt de l’association est entre autres de développer et de faire la promotion du cidre Québécois. Contrairement à plusieurs autres produits agricoles au Québec, il n’existe pas de mise en marché collective pour leur cidre. Celle-ci est la responsabilité de chaque producteur.
L’association travaille en collaboration avec la Société des alcools du Québec (SAQ) afin de développer des possibilités de vente et d’espace tablette. Par contre, pour les espaces tablettes, c’est le producteur qui doit les négocier tout comme son prix de vente. 
Pour l’accès au marché de la SAQ, les cidriculteurs doivent soumettre leur cidre lors d’appels d’offres spécifiques. Ces appels sont d’une fréquence de deux fois par année environ. Aussi, les produits doivent respecter les normes de la SAQ. 
Les producteurs peuvent aussi avoir accès au marché par la vente à la propriété ou dans certains endroits spécifiques (expositions agricoles, marchés de producteurs agricoles, etc.) s’ils sont titulaires d’un permis de production artisanale.  
De plus, à la suite de demandes répétées par l’industrie, le gouvernement du Québec permet depuis le 14 décembre 2016 la vente de cidre en supermarché pour les titulaires de permis de production artisanale . C’est environ 8 000 nouveaux points de vente pour les cidriculteurs. Les produits qui vont être mis en vente dans les épiceries devront tout de même être analysés par un intermédiaire de la SAQ et ce, chaque année .